# 横渡镇 (三门县)
横渡镇是中华人民共和国浙江省台州市三门县下辖的一个镇。

## 行政区划
横渡镇下辖以下村级行政区划单位：
铁强村、大横渡村、白溪村、南豪村、石仓岙村、深土洋村、小横渡村、岭根陈村、上房村、快岙村、岩下村、溪洋村、桥头村、善见村、岩下潘村、王岐庄村、松树坑村、木里湾村、东屏村、坎下金村、南林村和长林村。

## 中国传统村落
2013年8月，东屏村获批第二批中国传统村落。